# Love Songs (álbum de Jennifer Love Hewitt)
Love Songs es el álbum debut de la cantante/actriz Jennifer Love Hewitt, que fue lanzado el 21 de marzo de 1992, solo disponible para Japón. El álbum fue relanzado en los Estados Unidos el 25 de junio de 1997.

## Lista de canciones
1. "First Taste of Love" (Carroll, Etoll, Stober) – 3:55
2. "Bedtime Stories" (Etoll, Gibson) – 3:55
3. "Please Save Us the World" (Casgrove) – 3:34
4. "Won't U B Mine" (Etoll) – 4:37
5. "Listen (To You Heart)" (Etoll, Roberts) – 3:41
6. "90's Kids" (Grenga, Love, McLaughlin) – 4:41
7. "I'll Find You" (Etoll) – 3:37
8. "Dancing Queen" (Andersson, Anderson, Ulvaeus) – 3:59
9. "What's It Gonna Take" (Margolis, Mellman) – 3:27
10. "A Little Jazz" (Andrews, Young) – 3:13
11. "Ben" (Black, Scharf) – 2:42

## Video musical
Un video musical para la canción Please Save Us The World fue hecho como parte de la caridad de las Naciones Unidas.